# 유축기

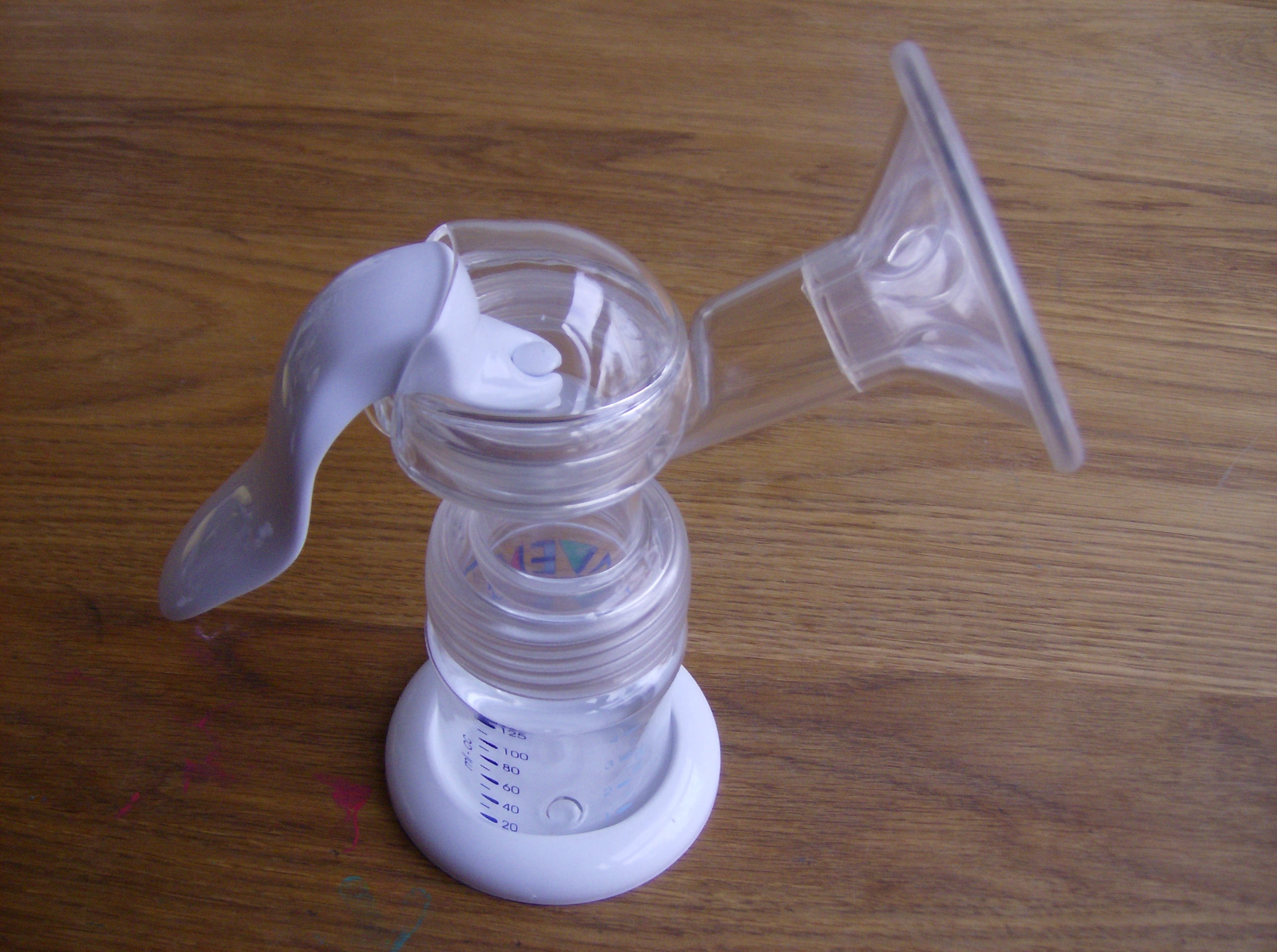
수동식 유축기

유축기(乳蓄器/機)란 수유보조도구의 하나로 아기의 엄마가 미리 모유를 짜내어 저장하는 도구를 말한다. 수동식과 전동식이 있다.

## 같이 보기
- 모유 수유